# Universidade do Arkansas
Universidade do Arkansas (Arcansas em Portugal) muitas vezes abreviado como U de A, UARK, ou simplesmente UA, é uma universidade pública do Arkansas. É classificada pela Fundação Carnegie como uma das melhores universidades públicas do país. É o principal campus do sistema da universidade do Arkansas, e está situada em Fayetteville. Fundada com o nome Universidade Industrial do Arkansas, em 1871, seu nome atual foi adotado em 1899 e as aulas foram realizadas pela primeira vez em fevereiro de 1872. É conhecido pela sua forte arquitetura, agricultura (animais e aves que pertencem a universidade), a escrita criativa, a história do Oriente Médio e negócios.
A Universidade do Arkansas completou recentemente a sua "Campanha para o Século 21", no qual a universidade quer gastar mais de 1 bilhão, utilizado em parte para criar um novo Colégio de Honra e aumentar significativamente o tamanho da universidade. As doações dadas as universidades bateram récordes, uma foi de 50 milhões e a outra de 300 milhões.
O total de matrículas para o segundo semestre de 2010 foi de 21.406, que representa a primeira vez que a Universidade do Arkansas tem  mais de 20.000 alunos, e seu maior aumento no número de matrículas desde 1946. Dos 21.406 estudantes, 3.771 (17,6%) são estudantes de graduação e 398 são alunos de direito. 67%, ou 13.282, dos alunos eram moradores de Arkansas, 27%, ou 5.389, eram residentes de outros estados (como o Texas, o Oklahoma e o Missouri), e 6%, ou 1.164, vieram de outros países. O campus da Universidade compreende mais de 130 prédios em 345 acres (1,40 km 2), incluindo The Inn at Carnall Hall, que funciona como um no campus hotel e restaurante. Programas acadêmicos são mais de 200. Existe 1 professor para 17 alunos. Mensalidades não subiram durante o ano letivo de 2009 a 2010 na Universidade de Arkansas, em parte graças a uma doação de 1 bilhão do Departamento de Atletismo. A taxa de matrícula média nacional subiu 6,6%.